# Mycelium Running
《Mycelium Running: How Mushrooms Can Help Save the World》是美國真菌學家保羅·史塔曼茲的第六本著作，由Ten Speed Press在2005年出版。
在本書中，史塔曼茲主要探討將真菌應用在生物修復--即真菌修復的方法，他詳細描述了以無毒的菌絲體抑制螞蟻、白蟻等昆蟲的方法，甚至還可利用真菌治療炭疽病、天花或中和神經毒素。